# Moscha posticalis
Moscha posticalis là một loài bướm đêm trong họ Noctuidae.